# Alexander Hacke
Alexander Hacke (Berlin, 1965. október 11.–) német zenész, gitáros, basszusgitáros, producer, író. Elsősorban a német indusztriálisrock-együttes, az Einstürzende Neubauten tagjaként és zenei rendezőjeként ismert.
Hacke saját szólólemezein kívül számos művész és művészcsoport, például Robert Rutman, a Tiger Lillies, Danielle de Picciotto, FM Einheit, a Crime and the City Solution, Phew, Gianna Nannini, Gry, a Miranda Sex Garden, a Terranova, Wovenhand (David Eugene Edwards), David Yow, Mona Mur és mások produkcióiban működött közre.

## Életrajz

### Korai évek
Hacke zenei pályafutása tizenéves korában kezdődött, az 1980-as évek elején. Ekkor néhány saját kiadású minialbumot jelentetett meg, például a Hiroshimát. Különböző berlini underground zenekarokban játszott, többek között a Sentimentale Jugendben, a Sprung Aus Den Wolkenben és a Mona Murban.

### Einstürzende Neubauten
1980-ban, tizenöt éves korában csatlakozott a valamivel korábban alakult Einstürzende Neubautenhez. Hacke gitáron játszott, és a zenekar hangzásán dolgozott a kilencvenes évek közepéig. Ekkor basszusgitárra váltott és – a zenekarvezető Blixa Bargeld szavaival – "az együttes zenei igazgatója" lett.

### Szólókarrier
Hacke első szólólemeze 1992-ben jelent meg Filmarbeiten (Filmes munkák) címmel.
Az 1990-es években a Jever Mountain Boys frontembere volt. Az együttes tagjai kedvenc dalaik alternatív country-feldolgozásait játszották.
2003-ban Alexander Hacke partnerével, Danielle de Picciottóval szervezte a BadaBing című havi klubestet a Big Eden elnevezésű híres berlini klubban. A sorozatban új, szokatlan zenét játszó zenekarokat mutatott be, így vette kezdetét a berlin központú "futur-electroclash" hullám. De Picciottóval rengeteget utazott és multimédiás estjeiken a berlini underground kultúrát népszerűsítették. De Picciotto 2004-ben dokumentumfilmet készített az Einstürzende Neubautenről, Alexander Hacke hangmérnöki segítségével.
2005-ben Hacke és de Picciotto létrehozta a Mountains of Madness című, H.P. Lovecraft történetein alapuló multimédiás élő előadást, melynek megvalósításában a Tiger Lillies is részt vett.
2005-ben jelentette meg a Sanctuary című lemezt, amelyhez egy mobil felvevőkészülékkel keresztül-kasul utazta Európát és az Egyesült Államokat, és rengetegen működtek közre az elkészítésében. A felvételekről de Picciotto forgatott dokumentumfilmet, amely Road Record címmel jelent meg, és bemutatja azt a különleges módszert, mellyel Hacke a felvételeket készítette.
2018-ban jelentette meg régi barátjával és zenésztársával, a 16 Horsepower és a Wovenhand frontemberével, David Eugene Edwardsszal közös lemezét. A Risha című album az indisztriális ielektronikus zenét ötvözi a keleti ritmusokkal és a népi hangszerekkel.
Hacke számos filmzenét szerzett többek között a Napsugár sétány, a Wilde Leben, a Fallal szemben című filmekhez, a Viktor Pelevin regényéből készült Generation P-hez, illetve főszerepet kapott az Át a hídon - Isztambul hangjai című Fatih Akın-dokumentumfilmben. Fatih Akın 2015-ös filmjéhez, a Cuthoz írt filmzenéjét német filmdjíra jelölték Legjobb filmzene kategóriában.
Több alkalommal zenélt együtt egykori zenésztársával, FM Einheittel kísérleti előadásokban.
Önéletrajzi kötete 2015-ben jelent meg KRACH - Verzerrte Erinnerungen, azaz CSATT - Eltorzult emlékek címmel.

### Magyarországi fellépései
Alexander Hacke többször fellépett Magyarországon is, az Einstürzende Neubauten tagjaként és szólóprodukcióival is. Az Einstürzende Neubautennel koncertezett az A38 Hajón, illetve ott mutatta be a Ship of Foolst, a Ministry of Wolvest, a Hitman's Heelt, valamint a Perservantiát.

## Magánélete
Alexander Hacke sokáig szerelmi és munkakapcsolatban állt Christiane F-fel, A végállomás gyermekei című önéletrajzi könyv írójával. Sentimentale Jugend nevű közös zenekarukkal turnéztak Európába és az Egyesült Államokban, illetve szerepeltek a Decoder című 1983-as filmben.
1989. október 3-án született meg fia, Joshua. Az anya Angela Mettbach, a berlini éjszakai élet ismert alakja, az Octopussy nevű zenekar énekesnője.
Rövid ideig felesége volt Meret Becker német színésznő, énekesnő. Becker vendégszerepelt az Einstürzende Neubauten Ende Neu című lemezén is.Hacke 2006-ban házasodott össze régi partnerével, a Berlinben élő amerikai multimédia-művész Danielle de Picciottóval. De Picciotto arról is ismert, hogy Dr Mottéval együtt ő alapította a berlini Love Parade elnevezésű elektronikuszenei eseményt, illetve a Space Cowboy nevű zenekarban énekel.

## Diszkográfia

### Szólólemezek
- Das Leben ist schön, 1980
- Borsig-Werke, 1981
- Hiroshima, 1982
- Filmarbeiten, 1992
- Sanctuary, 2005
- Mountains of Madness, 2006 (Danielle de Picciottóval és a Tiger Lillies-zel)
- The Ship of Fools, 2008 (Danielle de Picciottóval)
- Doomed, 2009
- Hitman's Heel, 2010 (Danielle de Picciottóval)
- Ministry of Wolves, 2014 (Danielle de Picciottóval, Mick Harvey-vel, Paul Wallfisch-sel)
- Needle at Sea Bottom, 2014 (Danielle de Picciottóval, Lary 7-nel)
- Perservantia, 2016 (Danielle de Picciottóval)
- Unity, 2016 (Danielle de Picciottóval)
- Menetekel, 2017 (Danielle de Picciottóval)
- Joy, 2018 (Danielle de Picciottóval, Eric Hubellel, Vincent Signorellivel)
- Risha, 2018 (David Eugene Edwardsszal)

### Einstürzende Neubauten
Lásd az Einstürzende Neubauten szócikkben

### Crime & The City Solution
- Room of Lights, 1986
- Shine, 1988
- American Twilight, 2013

### Jever Mountain Boys
- Bury the Bottle with Me, 1994

### Egyéb közreműködések
- Christiane F.: Wunderbar, 1982 (közreműködő)
- Mona Mur und die Mieter: Jeszcze Polska, 1982 (közreműködő)
- Phew: Our Likeness, 1992 (közreműködő)
- Gianna Nannini: Dispetto, 1994 (közreműködő)
- Die Haut: Sweat, 1994 (közreműködő)
- Blind: Live Saver, 1995 (producer)
- Miranda Sex Garden: Fairytales about Slavery, 1995 (producer)
- Meret Becker: Nachtmahr, 1998 (producer, közreműködő)
- Terranova: Close the Door, 1999 (közreműködő)
- Fieber: Tagebuch eines Aussätzigen, 2001 (zeneszerző)
- Fred Alpi: Les chiens mangent les chiens, 2002 (producer)
- Martin Dean: The Best of Martin Dean, 2005 (közreműködő)
- Danielle de Picciotto: Tacoma, 2015 (producer)

## Filmzenék
- Nihil, oder alle Zeit der Welt, 1988 (Uli M Schueppel)
- A Priori, 1990 (Uli M Schueppel)
- Vaterland, 1992, Mick Harvey-val (Uli M Schueppel)
- Planet Alex, 2000, Mick Harvey-val (Uli M Schueppel)
- Tatort: Endspiel, 2002 (Ciro Cappellari)
- Fallal szemben, 2004 (Fatih Akın)
- Át a hídon: Isztambul hangjai, 2005 (Fatih Akın)
- Das wilde Leben, 2007 (Achim Bornhak)
- Fuori dalle corde, 2007 (Fulvio Bernasconi)
- Elektrokohle - Von Wegen, 2009 (Uli M Schueppel)
- Hinter Kaifeck, 2009 (Esther Gronenborn)
- Last Cowboy Standing, 2009 (Zichy Bergroth)
- Empire Me - Der Staat bin Ich!, 2010 (Paul Poet)
- Francesco und der Papst, 2011 (Ciro Cappellari)
- Generation P, 2011 (Viktor Ginzburg)
- Lollipop Monster, 2011 (Ziska Riemann)
- Der Müll im Garten Eden, 2012 (Fatih Akın)
- The Cut, 2014 (Fatih Akın)
- Napforduló, 2015 (Michal Rogalski)

## Fordítás
- Ez a szócikk részben vagy egészben  az   Alexander Hacke című angol Wikipédia-szócikk ezen változatának fordításán alapul.  Az eredeti cikk szerkesztőit annak laptörténete sorolja fel. Ez a jelzés csupán a megfogalmazás eredetét és a szerzői jogokat jelzi, nem szolgál a cikkben szereplő információk forrásmegjelöléseként.